# Andreas Gradinger
Andreas Gradinger (* 27. März 1983 in St. Pölten) ist ein ehemaliger österreichischer Fußballspieler.

## Karriere

### Als Spieler
Gradinger begann seine Fußballkarriere in Pottenbrunn. 1992 wechselte er in die Jugend des VSE St. Pölten. Zwischen 1999 und 2000 spielte er in der Akademie des VfB Admira Wacker Mödling. 2000 wechselte er in das BNZ St. Pölten.
Zur Saison 2002/03 wechselte er zum Zweitligisten Wiener Sportklub, für den er ein Zweitligaspiel absolvierte. Zur Saison 2003/04 wechselte er zum Regionalligisten SKN St. Pölten. Zur Saison 2004/05 schloss er sich dem Bundesligisten ASKÖ Pasching an, wo er jedoch nur für die Amateure, den SK St. Magdalena, zum Einsatz kam.
Zur Saison 2006/07 kehrte er zum VfB Admira Wacker Mödling zurück. Dort gelang ihm sein erster Treffer in der zweithöchsten Spielklasse Österreichs, der Ersten Liga. Mit der Admira musste er 2007 zwangsweise in die Regionalliga absteigen.
Im Jänner 2008 wechselte Gradinger zum Regionalligisten 1. FC Vöcklabruck. Mit Vöcklabruck stieg er zu Saisonende in die zweite Liga auf. Da er dort nur selten eingesetzt wurde, wechselte er zur Saison 2008/09 zurück zum inzwischen zweitklassigen SKN St. Pölten. Ab der Saison 2009/10 spielte er hauptsächlich für die Amateure der St. Pöltner. In seinen fünfeinhalb Jahren beim SKN kam er zu 20 Zweitligaeinsätzen für die Profis, zudem kam er in mindestens 84 Spielen für die Amateure zum Einsatz.
Im Jänner 2014 wechselte Gradinger zum SKU Amstetten in die Regionalliga Ost. In eineinhalb Jahren bei Amstetten kam er zu 17 Regionalligaeinsätzen. Zur Saison 2015/16 wechselte er zum viertklassigen SC Mannsdorf. Mit Mannsdorf stieg er zu Saisonende in die Regionalliga auf. In vier Jahren bei Mannsdorf, das ab der Saison 2018/19 den Namen FC Marchfeld Donauauen trug, kam er zu 53 Ligaeinsätzen.
Zur Saison 2019/20 wechselte er zum Ligakonkurrenten SC Wiener Neustadt, der sich im November 2019 in 1. Wiener Neustädter SC umbenannte. In zwei Spielzeiten in Wiener Neustadt kam er zu insgesamt 17 Regionalligaeinsätzen. Zur Saison 2021/22 kehrte Gradinger zum SKN zurück, wo er für die viertklassigen Amateure verpflichtet wurde.
In November 2021 verletzte er sich am Mittelfußknochen, weshalb er die Vorbereitung zur Frühjahrssaison 2022 verpasste. Im Verlauf des Frühjahrs 2022 kam Gradinger aufgrund von Blessuren zu keinem Einsatz bei den Amateuren. Es reichte lediglich für 45 Minuten in der Reserve der SKN Amateure.
Im Juli 2022 wurde bekannt, dass Gradinger dem Verein um eine weitere Saison erhalten bleibt. Am 23. Oktober 2022 gab Gradinger nach knapp einem Jahr ohne Pflichtspieleinsatz bei den SKN Amateuren sein Comeback bei der 4:2-Niederlage in Langenrohr. Im Juli 2023 verließ Gradinger den Verein nach zwei Jahren. Danach beendete Gradinger seine Fußballkarriere.

### Als Trainer
Gradinger fungierte bei Mannsdorf ab Jänner 2019 auch als Co-Trainer.